# بريبين كريستنسن
بريبين كريستنسن (بالدنماركية: Preben Kristensen)‏ هو ممثل دانمركي، ولد في 14 مارس 1953 في الدنمارك.

## وصلات خارجية
- بريبين كريستنسن على موقع IMDb (الإنجليزية)
- بريبين كريستنسن على موقع ألو سيني (الفرنسية)
- بريبين كريستنسن على موقع ميوزك برينز (الإنجليزية)
- بريبين كريستنسن على موقع أول موفي (الإنجليزية)
- بريبين كريستنسن على موقع قاعدة بيانات الأفلام السويدية (السويدية)
- بريبين كريستنسن على موقع ديسكوغز (الإنجليزية)
- بريبين كريستنسن على موقع قاعدة بيانات الفيلم (الإنجليزية)
- بريبين كريستنسن على موقع كينوبويسك (الروسية)